# جيمي أوكونيل
جيمي أوكونيل (بالإنجليزية: Jimmy O'Connell)‏ هو لاعب كرة قاعدة أمريكي، ولد في 11 فبراير 1901 في ساكرامنتو في الولايات المتحدة، وتوفي في 11 نوفمبر 1976 في بيكرسفيلد في الولايات المتحدة.

## وصلات خارجية
- جيمي أوكونيل على موقعبيزبول رفرنس.كوم (الدوري الرئيسي) (الإنجليزية)